# Homostola vulpecula
Espèce
Homostola vulpecula est une espèce d'araignées mygalomorphes de la famille des Bemmeridae.

## Distribution
Cette espèce est endémique du KwaZulu-Natal en Afrique du Sud,.

## Description
La femelle holotype mesure 22 mm.

## Publication originale
- Simon, 1892 : Études arachnologiques. 24e Mémoire. XXXIX. Descriptions d'espèces et de genres nouveaux de la famille des Aviculariidae (suite). Annales de la Société Entomologique de France, vol. 61, p. 271-284 (texte intégral).